# Noorse strijdkrachten
De Noorse strijdkrachten (Noors: Forsvaret) bestaan uit een landmacht, marine met kustwacht, luchtmacht, reserve-burgerwacht en cyberdefensie met samen zo'n 23.000 man personeel, inclusief civiele werknemers en dienstplichtigen. De sterkte tijdens volledige mobilisatie is ongeveer 83.000 man. Noorwegen kent een dienstplicht (6–12 maanden training) voor mannen en sinds 2015 ook voor vrouwen. Vrouwen maakten toen al ongeveer een zevende van de strijdkrachten uit. Noorwegen heeft van alle Europese NAVO-landen het grootste defensiebudget per capita.
De Noorse strijdkrachten worden geleid door het Noorse Ministerie van Defensie, welke onder leiding staat van Minister van Defensie Frank Bakke-Jensen. De commandant is formeel koning Harald V, echter heeft Hoofd van Defensie Haakon Bruun-Hanssen de facto de leiding over de strijdmacht.  De generale staf is gevestigd in het historische fort Akershus in de hoofdstad Oslo, terwijl het gezamenlijk hoofdkwartier zich in het noordelijker gelegen Bodø bevindt.
Noorwegen stelde zich lange tijd als neutraal land op, maar richtte in 1949 mee de NAVO op. Daarop werden de strijdkrachten gevoelig uitgebreid. Vooral in het noorden van het land werden legerbases en vliegvelden gebouwd. Het land grenst in het noordoosten immers aan Rusland. In de 21e eeuw werd de Noorse defensie grondig hervormd tot een kleine maar technologisch goed uitgeruste krijgsmacht. Grote investeringen brachten nieuwe fregatten en rakettorpedoboten, transportvliegtuigen, marinehelikopters en artillerie, terwijl het aantal manschappen drastisch werd afgebouwd. De missie van de strijdkrachten was niet langer de verdediging van het thuisland, maar internationale operaties met bondgenoten.

## Onderdelen
| Embleem | Onderdeel                                     | Oprichting | Actieve manschappen |
| ------- | --------------------------------------------- | ---------- | ------------------- |
|         | Noorse landmacht (Hæren)                      | 1628       | 11 600              |
|         | Koninklijke Noorse marine (Sjøforsvaret)      | 1814       | 3900                |
|         | Koninklijke Noorse luchtmacht (Luftforsvaret) | 1944       | 3650                |
|         | Noorse burgerwacht (Heimevernet)              | 1946       | 45 000              |
|         | Noorse cyberdefensiemacht (Cyberforsvaret)    | 2012       | 1200                |

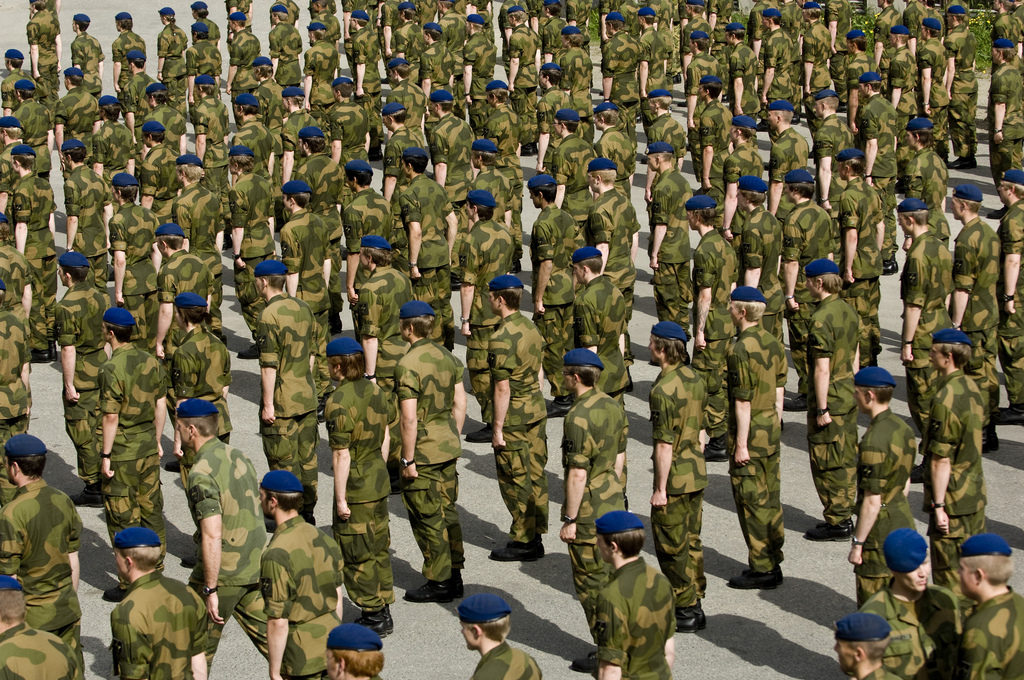
Soldaten in formatie in 2011.
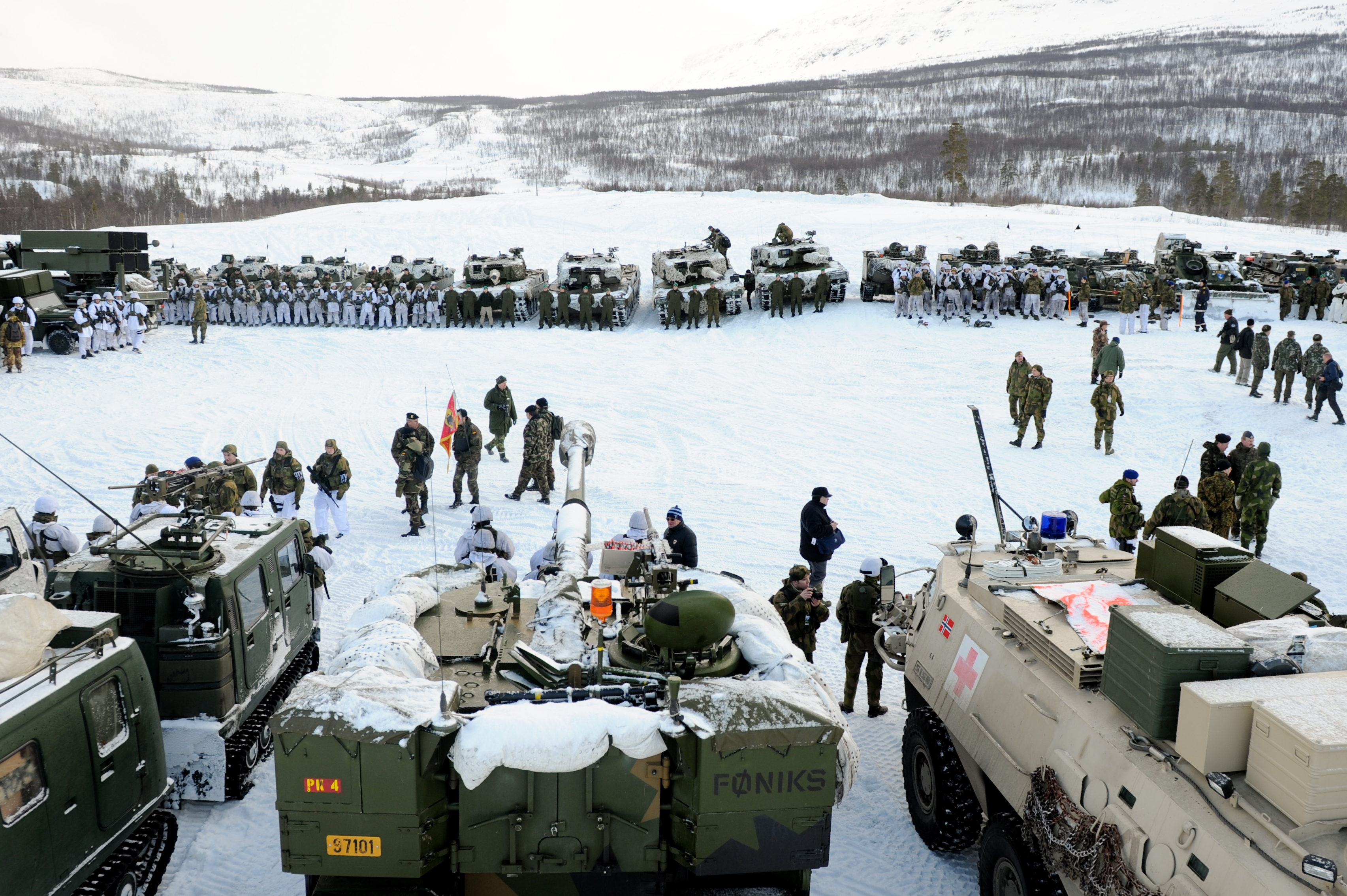
Pantservoertuigen op koudweeroefening in 2009.
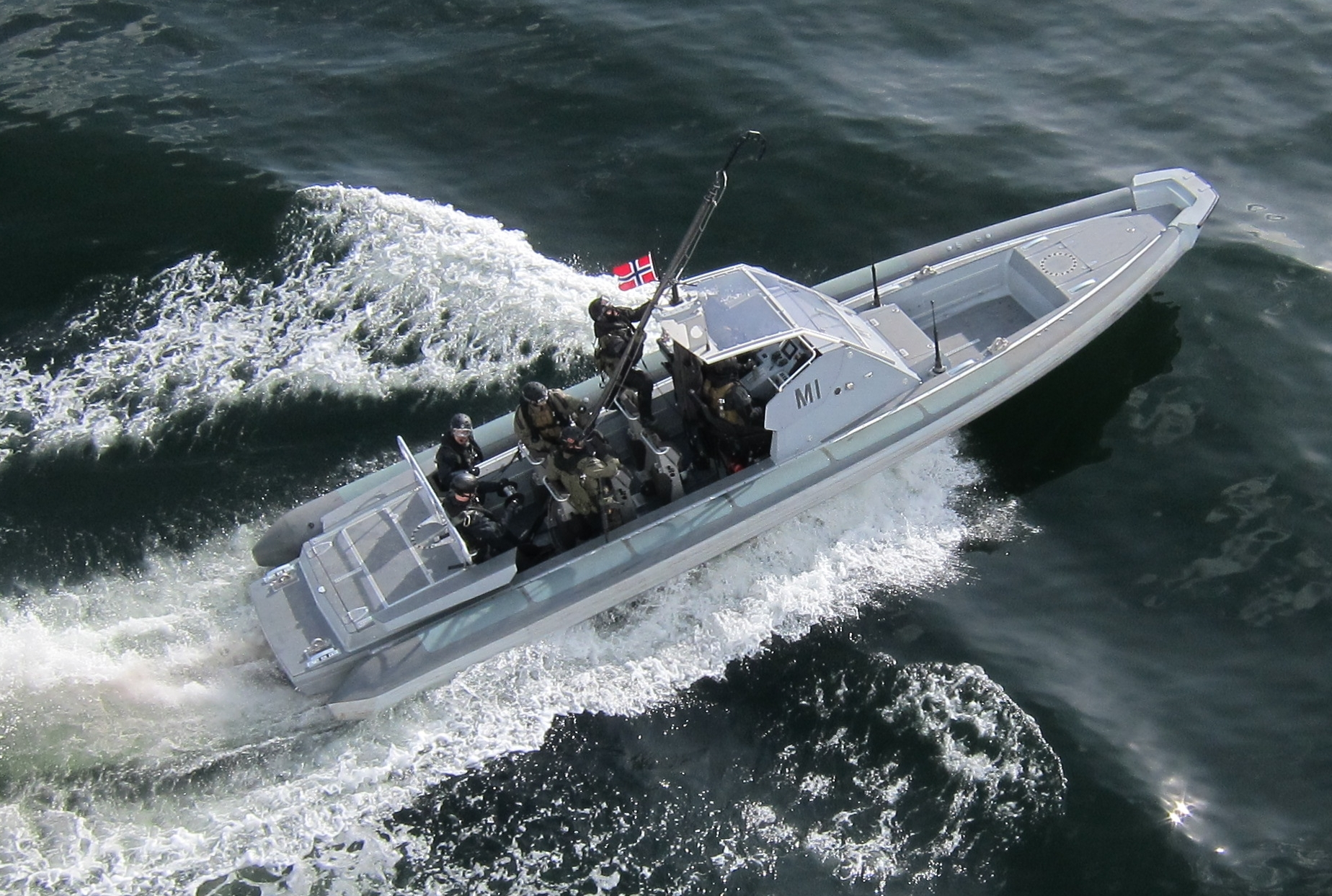
Special forces oefenen het enteren van een veerboot in 2012.
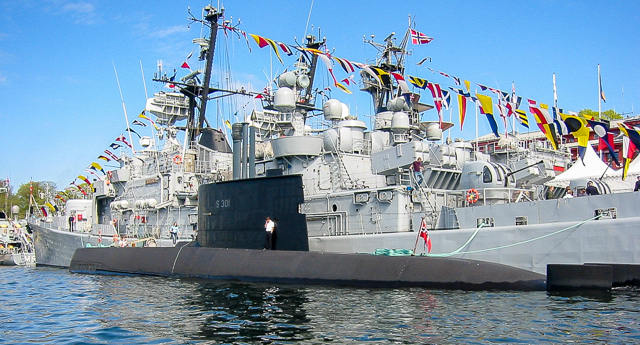
Fregatten en een onderzeeër in Oslo in 2004.
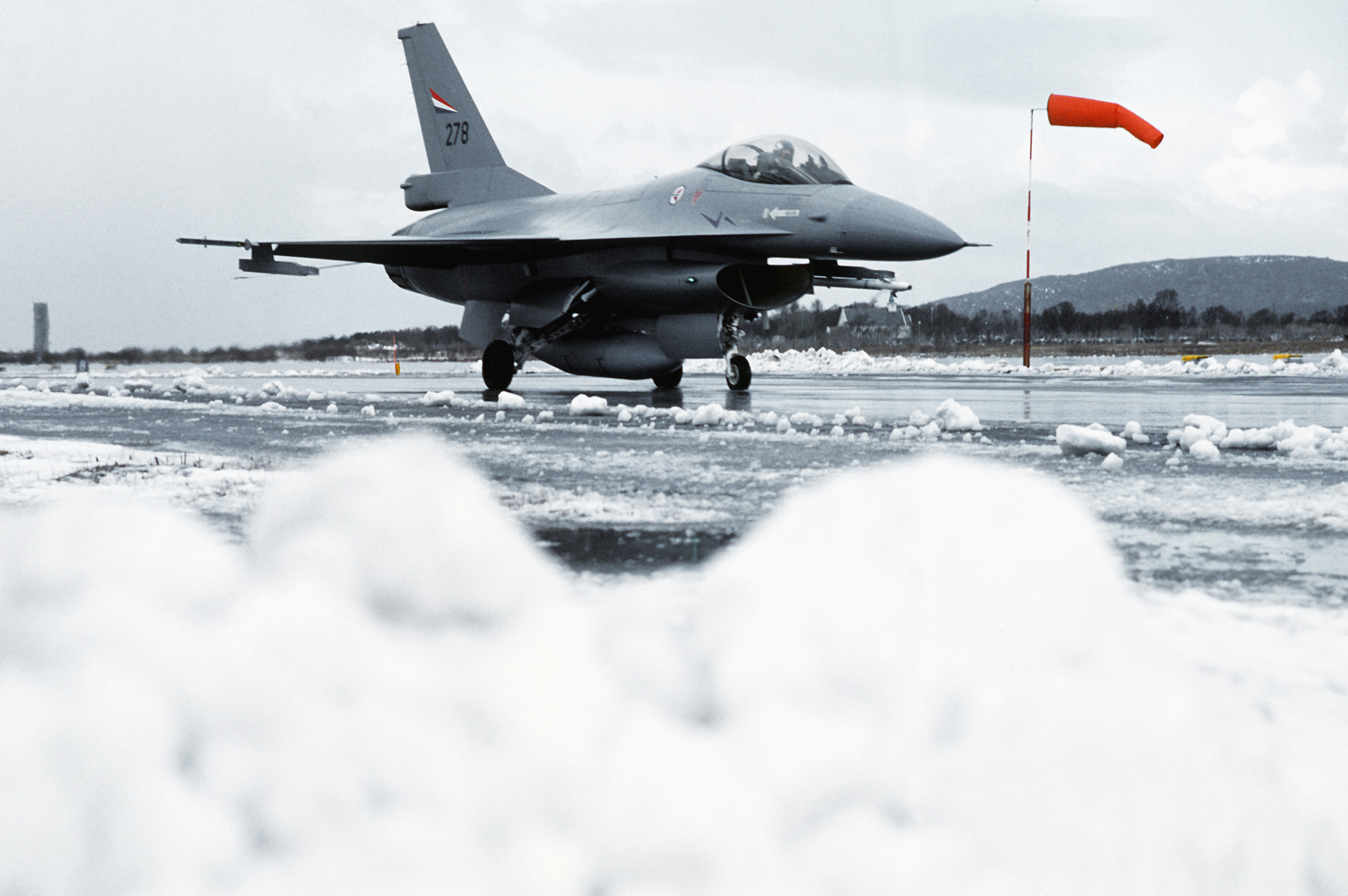
Een F-16 op de startbaan in Bodø in 1982.
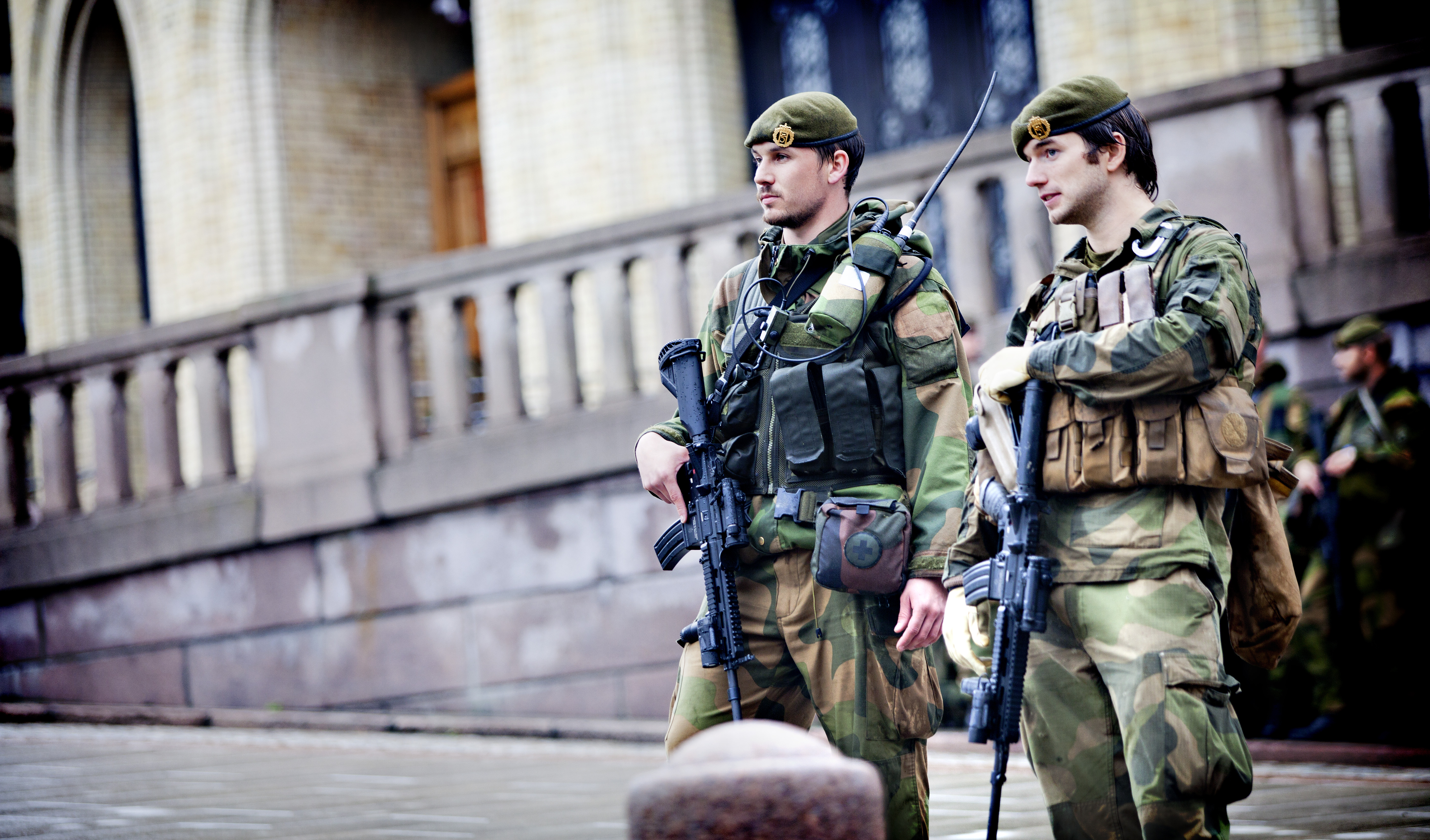
Soldaten van de burgerwacht in Oslo in 2011.
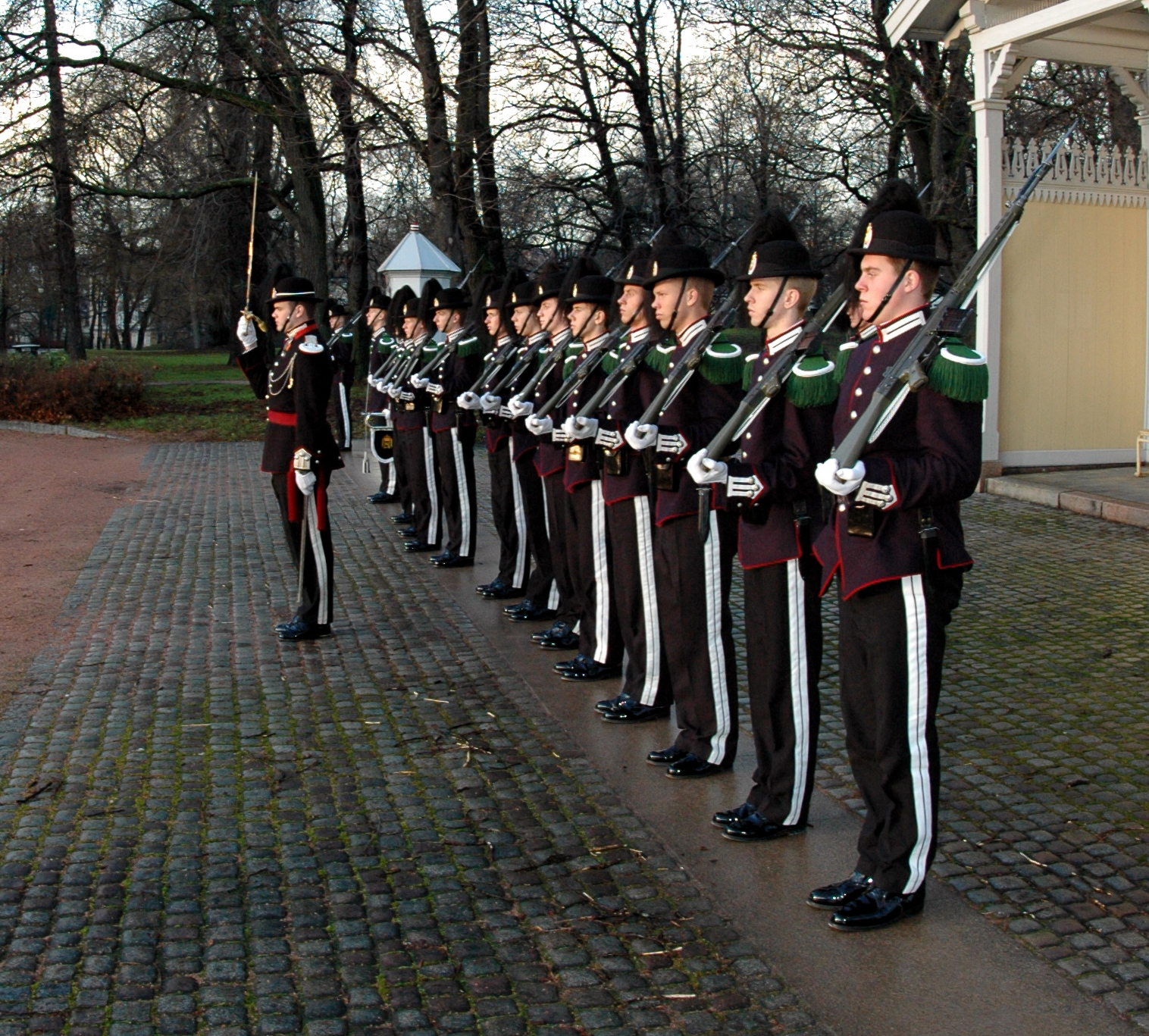
Wissel van de koninklijke wacht aan het koninklijk paleis in Oslo in 2006.